# Mirax malcolmi
Mirax malcolmi är en stekelart som beskrevs av Marsh 1979. Mirax malcolmi ingår i släktet Mirax och familjen bracksteklar. Inga underarter finns listade i Catalogue of Life.